# Delia albula
Delia albula este o specie de muște din genul Delia, familia Anthomyiidae. A fost descrisă pentru prima dată de Fallen în anul 1825. Conform Catalogue of Life specia Delia albula nu are subspecii cunoscute.